# فهرست فصل‌های باشگاه فوتبال پاس تهران
این نوشتار فهرست فصل‌های باشگاه فوتبال پاس تهران در فوتبال ایران و آسیا از سال ۱۳۴۸ (که نخستین فصلی بود که پاس در لیگی معتبر شرکت می‌کرد) تا سال ۱۳۸۶ (که پاس به شهر همدان منتقل شد و پاس همدان نام گرفت) است. این فهرست دستاوردهای باشگاه در رقابت‌های مهم، و گلزن برتر در هر فصل را در بر دارد.
باشگاه پاس تهران؛ ۵ بار بالاترین دسته لیگ فوتبال ایران (شامل ۲ جام تخت جمشید، ۲ جام آزادگان و یک جام خلیج فارس) و یک بار جام باشگاه‌های آسیا را برده‌است.
پاس در تمام تاریخ خود، هرگز به دسته پائین‌تر سقوط نکرده و از بالاترین دسته لیگ فوتبال ایران دور نبوده است، با این وجود در سال ۱۳۶۸ که جام قدس برگزار شد حضور نداشت.

## تاریخچه
باشگاه در سال ۱۳۳۲ با نام شهربانی بنیانگذاری شد. در آن سال‌ها لیگ فوتبال سازمان‌یافته‌ای وجود نداشت و باشگاه در مسابقات قهرمانی نیروهای مسلح شرکت می‌کرد که در همان سال نخست به نایب قهرمانی آن رسید. آمار مشخصی از این بازی‌ها در دست نیست. در سال ۱۳۴۸، که ۶ سال از تغییر نام به پاس می‌گذشت، باشگاه برای نخستین بار وارد جام باشگاه‌های تهران شد، جامی که هیچ‌گاه نتوانست در آن مقامی بهتر از سومی به دست بیاورد. از سالیان پایانی دهه ۱۳۴۰ تا سال ۱۳۵۱، باشگاه تنها در این جام و جام منطقه‌ای شرکت کرد.
پس از راه‌اندازی جام تخت جمشید در سال ۱۳۵۲، پاس وارد این لیگ شد و توانست ۲ بار در این جام به قهرمانی برسد. پس از انقلاب، به دلیل وقوع جنگ ایران و عراق تا سال ۱۳۶۷ هیچ جام فوتبالی در سطح کشور برگزار نشد. در سال ۱۳۶۷ جام قدس برگزار شد که پاس در این جام حضور نداشت. در تمام تاریخ باشگاه پاس تهران، این جام تنها جام دسته برتری بود که باشگاه در آن شرکت نکرد. در این دوران پاس در جام باشگاه‌های تهران و یک دوره جام شهید اسپندی در سال ۱۳۵۸ شرکت کرد.
در سال ۱۳۷۰، جام آزادگان ایجاد شد و پاس در نخستین دوره و دومین دوره آن به قهرمانی دست یافت. پاس به خاطر قهرمانی در جام آزادگان ۱۳۷۰، به عنوان نماینده ایران در جام باشگاه‌های آسیا شرکت کرد و قهرمان شد. پاس پس از استقلال دومین باشگاه ایرانی بود که این جام را می‌برد.
پس از راه‌اندازی لیگ برتر فوتبال ایران، پاس در ۶ دوره این جام حاضر بود و توانست یک قهرمانی و ۲ نایب قهرمانی کسب کند.
در سال ۱۳۸۶، با انتقال پاس به شهر همدان، دوران باشگاه فوتبال پاس تهران به پایان رسید.

## فصل‌ها
| فصل                                                | لیگ             | لیگ             | لیگ             | لیگ             | لیگ             | لیگ             | لیگ             | لیگ             | لیگ  | جام حذفی   | آسیا             | گلزن برتر                                | گلزن برتر |
| فصل                                                | دسته            | بازی            | برد             | م.              | با.             | گ‌ز              | گ خ             | ام.             | رتبه | جام حذفی   | آسیا             | نام                                      | گل        |
| -------------------------------------------------- | --------------- | --------------- | --------------- | --------------- | --------------- | --------------- | --------------- | --------------- | ---- | ---------- | ---------------- | ---------------------------------------- | --------- |
| ۱۳۴۸                                               | تهران           | ۱۵              | ۸               | ۶               | ۱               | ۲۶              | ۱۱              | ۲۲              | ۳وم  |            |                  |                                          |           |
| ۱۳۴۹                                               | تهران           | ۱۴              | ۱۰              | ۳               | ۱               | ۱۹              | ۶               | ۲۳              | ۳وم  |            |                  |                                          |           |
| ۱۳۴۹                                               | من.             |                 |                 |                 |                 |                 |                 |                 | ۲وم  |            |                  |                                          |           |
| ۱۳۵۰                                               | من.             | ۱۴              | ۱۲              | ۰               | ۲               | ۳۸              | ۶               | ۲۴              | ۲وم  |            |                  | محمد صادقی                               | ۸         |
| ۱۳۵۱                                               | تهران           | ۱۵              | ۶               | ۸               | ۱               | ۱۹              | ۵               | ۲۰              | ۳وم  |            |                  | اصغر شرفی                                | ۹         |
| ۱۳۵۲                                               | ت۱              | ۲۲              | ۱۳              | ۷               | ۲               | ۳۲              | ۷               | ۳۳              | ۳وم  |            |                  |                                          |           |
| ۱۳۵۳                                               | ت۱              | ۲۲              | ۱۲              | ۶               | ۴               | ۲۸              | ۱۴              | ۳۰              | ۴ام  |            |                  | اصغر شرفی                                | ۹         |
| ۱۳۵۴                                               | ت۱              | ۳۰              | ۱۳              | ۱۲              | ۵               | ۲۲              | ۱۳              | ۳۸              | ۳وم  |            |                  |                                          |           |
| ۱۳۵۵                                               | ت۱              | ۳۰              | ۱۳              | ۱۳              | ۴               | ۳۴              | ۱۴              | ۳۹              | ۱ام  |            |                  | حسین فرکی و حبیب شریفی                   | ۷         |
| ۱۳۵۶                                               | ت۱              | ۳۰              | ۱۵              | ۱۰              | ۵               | ۳۱              | ۲۱              | ۴۰              | ۱ام  |            |                  | حسین فرکی                                | ۱۱        |
| ۱۳۵۷                                               | ت۱              | ۱۳              | ۷               | ۲               | ۴               | ۱۵              | ۱۱              | ۱۶              | ۴ام  |            |                  | حسین فرکی                                | ۸         |
| ۱۳۵۸                                               | جام شهید اسپندی | جام شهید اسپندی | جام شهید اسپندی | جام شهید اسپندی | جام شهید اسپندی | جام شهید اسپندی | جام شهید اسپندی | جام شهید اسپندی | ۲وم  |            |                  |                                          |           |
| پاس میان سال‌های ۱۳۵۸ و ۱۳۶۲ در هیچ لیگی شرکت نکرد. |                 |                 |                 |                 |                 |                 |                 |                 |      |            |                  |                                          |           |
| ۱۳۶۳                                               | تهران           | ۶               | ۲               | ۴               | ۰               | ۶               | ۳               | ۸               | ۴ام  |            |                  |                                          |           |
| ۱۳۶۴                                               | تهران گروه۲     | ۹               | ۴               | ۲               | ۳               | ۱۳              | ۱۱              | ۱۰              | ۴ام  |            |                  |                                          |           |
| ۱۳۶۵                                               | تهران گروه۲     | ۸               | ۳               | ۴               | ۱               | ۹               | ۳               | ۱۰              | ۴ام  |            |                  |                                          |           |
| ۱۳۶۶                                               | تهران           | ۱۷              | ۳               | ۸               | ۶               | ۱۱              | ۱۳              | ۱۴              | ۱۴ام |            |                  |                                          |           |
| ۱۳۶۷                                               | تهران           | ۱۵              | ۳               | ۴               | ۸               | ۱۱              | ۱۸              | ۱۳              | ۱۴ام |            |                  |                                          |           |
| ۱۳۶۸                                               | تهران           | ۱۵              | ۹               | ۴               | ۲               | ۲۲              | ۱۰              | ۳۱              | ۳وم  |            |                  |                                          |           |
| ۱۳۶۹                                               | تهران           | ۱۷              | ۱۰              | ۶               | ۱               | ۲۷              | ۴               | ۲۶              | ۳وم  |            |                  | علی‌اصغر مدیرروستا                        | ۱۱        |
| ۱۳۷۰                                               | تهران           | ۱۵              | ۸               | ۶               | ۱               | ۲۸              | ۱۱              | ۲۲              | ۳وم  |            |                  | محسن گروسی                               | ۹         |
| ۱۳۷۰                                               | آ۱              | ۲۲              | ۱۴              | ۶               | ۲               | ۳۲              | ۱۱              | ۳۴              | ۱ام  |            |                  | علی‌اصغر مدیرروستا                        | ۹         |
| ۱۳۷۱                                               | آ۱ گروه۲        | ۱۴              | ۵               | ۷               | ۲               | ۲۰              | ۱۴              | ۱۷              | ۱ام  | برگزار نشد | قهرمان           |                                          |           |
| ۱۳۷۱                                               | تهران           | ۷               | ۱               | ۲               | ۴               | ۶               | ۱۲              | ۴               | ۸ام  | برگزار نشد | قهرمان           |                                          |           |
| ۱۳۷۲                                               | آ۱              | ۲۶              | ۹               | ۱۱              | ۶               | ۲۸              | ۲۴              | ۲۹              | ۵ام  |            | حذف در دور گروهی |                                          |           |
| ۱۳۷۳                                               | تهران           | ۶               | ۱               | ۴               | ۱               | ۱۰              | ۹               | ۶               | ۴ام  |            |                  | علی‌اصغر مدیرروستا                        | ۶         |
| ۱۳۷۳                                               | آ۱ گروه۲        | ۲۲              | ۶               | ۱۳              | ۳               | ۳۲              | ۲۲              | ۲۵              | ۶ام  |            |                  | احمدرضا سهرابی                           | ۱۲        |
| ۱۳۷۴                                               | آ۱              | ۳۰              | ۱۳              | ۶               | ۱۱              | ۳۳              | ۳۵              | ۴۵              | ۴ام  |            |                  |                                          |           |
| ۱۳۷۵                                               | آ۱              | ۳۰              | ۱۱              | ۱۵              | ۴               | ۳۷              | ۲۲              | ۴۸              | ۴ام  |            |                  | علی‌اصغر مدیرروستا                        | ۱۸        |
| ۱۳۷۶                                               | آ۱              | ۲۸              | ۱۳              | ۱۳              | ۲               | ۳۳              | ۲۰              | ۵۲              | ۲وم  | برگزار نشد |                  |                                          |           |
| ۱۳۷۷                                               | آ۱              | ۱۵              | ۹               | ۱۵              | ۶               | ۲۹              | ۲۷              | ۴۲              | ۵ام  | نیمه‌نهایی  |                  |                                          |           |
| ۷۹–۱۳۷۸                                            | آ۱              | ۲۶              | ۹               | ۸               | ۹               | ۳۵              | ۳۱              | ۳۵              | ۷ام  | ۴/۱ نهایی  |                  |                                          |           |
| ۷۹–۱۳۷۸                                            |                 |                 |                 |                 |                 |                 |                 |                 |      |            |                  |                                          |           |
| ۸۱–۱۳۸۰                                            | برتر            | ۲۶              | ۱۰              | ۱۳              | ۳               | ۳۹              | ۲۴              | ۴۳              | ۴ام  | ۸/۱ نهایی  |                  |                                          |           |
| ۸۲–۱۳۸۱                                            | برتر            | ۲۶              | ۱۳              | ۶               | ۷               | ۳۷              | ۲۳              | ۴۵              | ۲وم  |            |                  |                                          |           |
| ۸۳–۱۳۸۲                                            | برتر            | ۲۶              | ۱۵              | ۸               | ۳               | ۴۸              | ۲۹              | ۵۳              | ۱ام  | ۴/۱ نهایی  |                  | آرش برهانی                               | ۱۲        |
| ۸۴–۱۳۸۳                                            | برتر            | ۳۰              | ۱۱              | ۹               | ۱۰              | ۴۹              | ۴۰              | ۴۲              | ۶ام  | ۴/۱ نهایی  | ۴/۱ نهایی        | آرش برهانی، ایمان رزاقی‌راد و جواد نکونام | ۹         |
| ۸۵–۱۳۸۴                                            | برتر            | ۳۰              | ۱۶              | ۱۰              | ۴               | ۵۴              | ۲۹              | ۵۸              | ۲وم  | ۸/۱ نهایی  |                  | آرش برهانی                               | ۸         |
| ۸۶–۱۳۸۵                                            | برتر            | ۳۰              | ۷               | ۱۳              | ۱۰              | ۳۶              | ۳۶              | ۳۳              | ۱۱ام | ۸/۱ نهایی  |                  | عباس آقایی                               | ۱۳        |

## راهنما
| راهنمای آمار لیگ: - م. = تعداد مساوی - با. = تعداد باخت - گ‌ز = گل‌زده - گ خ = گل‌خورده - ام. = امتیاز | راهنمای دسته‌ها: - من. = جام منطقه‌ای - ت۱ = دسته ۱ جام تخت جمشید - آ۱ = دسته ۱ جام آزادگان - تهران = جام باشگاه‌های تهران - برتر = لیگ برتر |

| قهرمان | نایب قهرمان | صعود | سقوط |

گلزنان برتری که نام و گل‌شان ضخیم نوشته شده است، در آن لیگ آقای گل شده‌اند.